# 田邊雅一
田邊 雅一（たなべ まさかず）は、日本のグラフィックデザイナー。（株）メディア主宰。日本デザイナー芸術学院顧問。

## 主な受賞歴
- ラハチポスタービエンナーレ銀賞
- N.Y.ADC展銅賞。
- N.Y.ADC国際展銅賞。
- UCDAデザインコンペティション金賞（N.Y.）
- 岐阜県芸術文化顕彰
- 2001年岐阜ふるさと文化賞[1]

## 主な仕事
- 名古屋港水族館・ロゴデザイン
- 養老天命反転地・ポスターデザイン
- 岐阜県美術館・ポスターデザイン

## 主な作品収蔵先
- ワルシャワポスター美術館
- ミュンヘン国立応用芸術美術館
- ウィーン現代美術館
- チューリッヒ造形美術館
- パリ装飾芸術美術館・広告博物館

## 関連人物
- 荒川修作
- U. G. サトー
- 青葉益輝
- 岡本滋夫